# Steve Albini
Steven Frank "Steve" Albini (phát âm: /ælˈbiːni/; 22 tháng 7 năm 1962  –  7 tháng 5 năm 2024) là một ca sĩ-người viết bài hát, nhạc công guitar, nhà sản xuất thu âm, kỹ thuật viên âm thanh và nhà báo âm nhạc. Ông là cựu thành viên của Big Black, Rapeman và Flour, và là thành viên hiện tại của Shellac. Ông cũng là người thành lập, sở hữu của Electrical Audio, một phòng thu âm tọa lạc tại Chicago. Tháng 3, 2004, Albini nói rằng số album mà ông đã góp phần vào "có lẽ tới tận 1500."
Ông qua đời ở tuổi 61 vì một cơn đau tim tại nhà riêng ở Chicago, vào ngày 7 tháng 5 năm 2024.

## Tuổi thơ và trước sự nghiệp âm nhạc
Albini được sinh ra ở Pasadena, California bởi Gina (nhủ danh Martinelli) và Frank Addison Albini. Bố ông là một nhà nghiên cứu tự nhiên. Khi còn bé, gia đình của Albini thường xuyên chuyển nhà, trước khi định cư tại Missoula, Montana năm 1974. Albini là người Mỹ gốc Ý và một phần của gia đình ông đến từ vùng Piedmont của Bắc Mỹ.
Khi đang dưỡng thương sau khi bị gãy chân, Albini bắt đầu tập đánh guitar bass. Theo Looking for a Thrill của Thrill Jockey, một người bạn cùng trường đã giới thiệu punk rock cho Albini khi ông 14 hoặc 15 tuổi, sau đó, ông mua tất cả những đĩa nhạc của Ramones có thể mua được.
Tại Montana, ông trở thành fan The Stooges, the Ramones, Television, Suicide, Wire, The Fall, The Velvet Underground, Throbbing Gristle, Kraftwerk, The Birthday Party, Pere Ubu, Public Image Ltd, Rudimentary Peni, và Killing Joke.
Sau khi tốt nghiệp trung học Hellgate, Albini chuyển tới Evanston, Illinois, vào học trường báo chí Medill tại Đại học Northwestern (NU). Albini nói ông học vẽ ở đại học cùng Ed Paschke, người mà ông cho là một nhà giáo tài giỏi và "một trong số ít người ở đại học đã dạy tôi bất cứ thứ gì."

## Sự nghiệp

### Nhà sản xuất và kỹ thuật viên

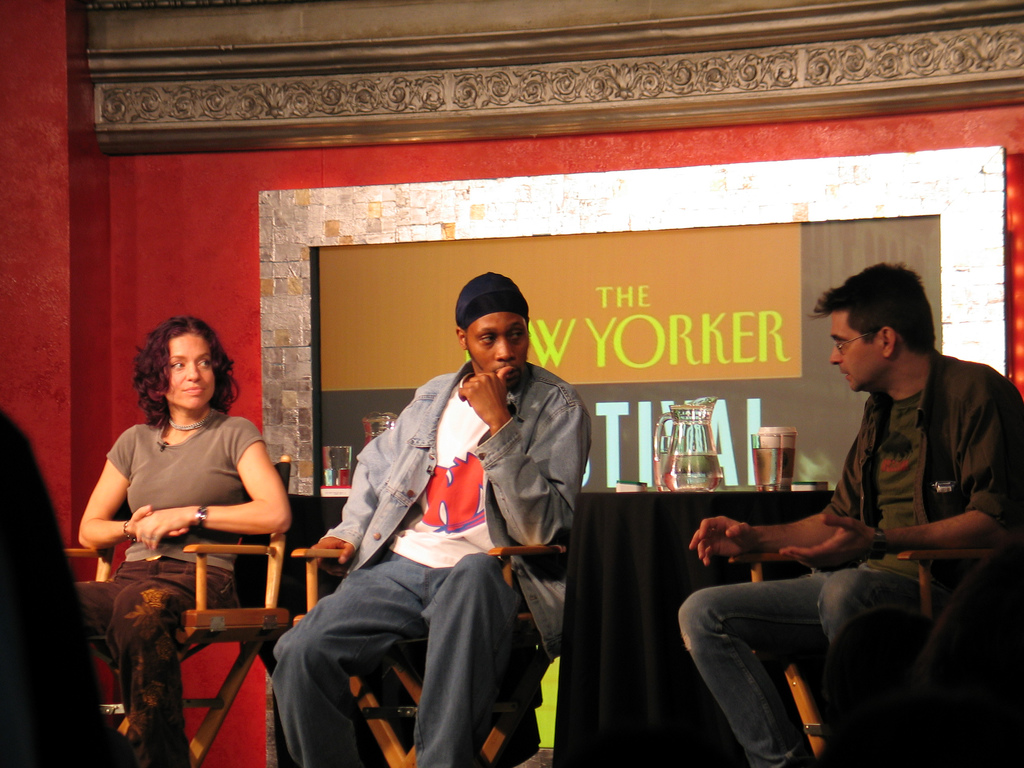
Steve Albini bên phải, với Ani DiFranco và RZA tại The New Yorker festival tháng 9 năm 2005

Albini hoạt động nhiều nhất dưới vai trò nhà sản xuất thu âm; tuy nhiên, ông không thích việc được gọi là "nhà sản xuất". Và thường được ghi rằng có vai trò là "kỹ thuật viên thu âm."
Tới năm 2004, Albini ước tính rằng đã làm làm việc cho 1.500 album, đa số bởi những nghệ sĩ ít được biết đến. Những nghệ sĩ nổi bật mà Albini đã hợp tác là: Foxy Shazam, Nirvana, Pixies, The Breeders, Godspeed You! Black Emperor, Mogwai, The Jesus Lizard, Don Caballero, PJ Harvey, The Wedding Present, Joanna Newsom, Superchunk, Low, Dirty Three, Jawbreaker, Neurosis, Cloud Nothings, Bush, Chevelle, Robert Plant và Jimmy Page, Helmet, Fred Schneider, The Stooges, Owls, Manic Street Preachers, Jarvis Cocker, The Cribs, The Fleshtones, Nina Nastasia, The Frames, The Membranes, Cheap Trick, Motorpsycho, Slint, mclusky, Labradford, Veruca Salt, Zao, và The Auteurs.